# Arseniusz (Żadanowski)

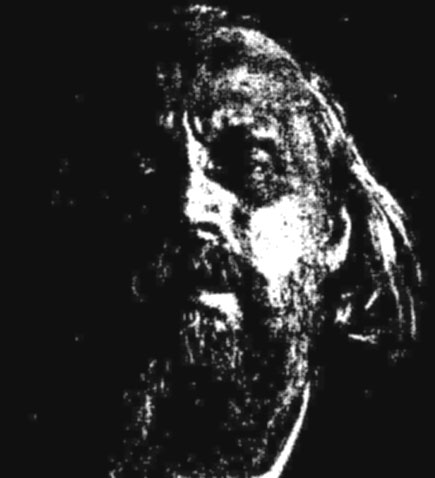
Biskup Arseniusz w więzieniu na krótko przed rozstrzelaniem

Arseniusz, imię świeckie: Arsienij Iwanowicz Żadanowski (ur. 22 lutego?/6 marca 1874 w Pisariewce, zm. 27 września 1937 na poligonie Butowo) – biskup Rosyjskiego Kościoła Prawosławnego.

## Życiorys

### Wczesna działalność
Urodził się w rodzinie kapłana prawosławnego w eparchii charkowskiej. W 1894 ukończył seminarium duchowne w Charkowie. Po jego ukończeniu planował zostać białym duchownym, by objąć parafię po ciężko chorym ojcu. Napisał wówczas list do późniejszego świętego cudotwórcy ks. Jana Kronsztadzkiego z prośbą o modlitwę o uzdrowienie ojca; zapytywał również, jaką drogę życiową powinien obrać. Kapłan odpowiedział mu, że powinien wstąpić do monasteru, zapewnił również o swoich modlitwach (ks. Żadanowski faktycznie wyzdrowiał). 
W związku z tym Arsienij Żadanowski wstąpił do Świętogórskiego Monasteru Zaśnięcia Matki Bożej i tam w 1899 złożył wieczyste śluby mnisze, a następnie udał się do Moskwy, gdzie ukończył studia w Akademii Duchownej. Został zaliczony w poczet mnichów Monasteru Czudowskiego. 9 maja 1902 został hieromnichem. Rok później uzyskał dyplom kandydata teologii. Po roku został archimandrytą i przełożonym klasztoru, w którym żył. Jako przełożony cieszył się autorytetem duchowym podobnym do tego, jakim obdarzano świętych starców.

### Biskup
8 czerwca 1914 w cerkwi św. Aleksego w Monasterze Czudowskim miała miejsce jego chirotonia na biskupa sierpuchowskiego, jednego z wikariuszy eparchii moskiewskiej. W latach 1918–1919 przebywał w skicie św. Serafina z Sarowa i Ikony Matki Bożej „Znak” w Moskwie. W grudniu tego roku udał się do Sierpuchowa, gdzie do 1923 wykonywał obowiązki biskupa. Po tej dacie opuścił Sierpuchow i zamieszkiwał kolejno w kilku klasztorach pod Moskwą, w Monasterze Ponietajewskim oraz w żeńskim klasztorze w Diwiejewie. Po jego zamknięciu w 1927 zamieszkał samotnie na wsi pod Moskwą, a następnie w Arzamasie. Podobnie jak niegdyś w Monasterze Czudowskim, zebrał wokół siebie grono naśladowców i uczniów duchowych, odmawiał jednak szerszego zaangażowania ewangelizacyjnego. W tym czasie zaczął pisać autobiografię, której nigdy nie ukończył (zachował się rękopis II rozdziału). Wcześniej opracował kilka życiorysów szczególnie czczonych w Moskwie mnichów.
Jednoznacznie wypowiedział się przeciwko deklaracji locum tenens patriarchatu moskiewskiego metropolity Sergiusza (Stragorodskiego), w której ten zapowiadał lojalność Rosyjskiego Kościoła Prawosławnego wobec władz radzieckich. Odmawiał przyjmowania jakichkolwiek funkcji w Kościele, jak również wspólnej celebry z duchownymi uznającymi zwierzchnictwo Sergiusza. Zaliczał się do tzw. nie wspominających.
13 kwietnia 1937 został aresztowany we wsi Kotielnikowo i oskarżony o udział w tworzeniu nielegalnej organizacji prawosławno-monarchistycznej oraz o kierowanie nią. 27 września 1937 został rozstrzelany na poligonie Butowo. 21 maja 1956 całkowicie zrehabilitowany.